# المشنقة (مسرحية)
تم عرض مسرحية المشنقة في مسرح كيفان سنة 2007. تدور أحداث المسرحية حول مكان خرابه وفيه الكثير من المجاميع المجتمعين حول حبل مشنقه، حيث ان العشماوي يختار منهم. 

## الممثلون
- محمد عبد القدوس
- عبد الله الطراروة
- بدر البلوشي
- محمد الرمضان
- عبد القدوس خالد

## تأليف
- محمد اكبر

## إخراج
- ناصر البلوشي

## اشراف
- بدر البلوشي